# Cmentarz żydowski w Pruszkowie
Cmentarz żydowski w Pruszkowie – nekropolia żydowska przy ul. Lipowej w Pruszkowie. 
Cmentarz został założony w 1905 roku i zajmuje powierzchnię 1,2 ha, na której zachowało się około dwustu nagrobków z napisami w języku hebrajskim i polskim (najstarszy pochodzi z roku założenia nekropolii) oraz dom przedpogrzebowy.

## Galeria zdjęć

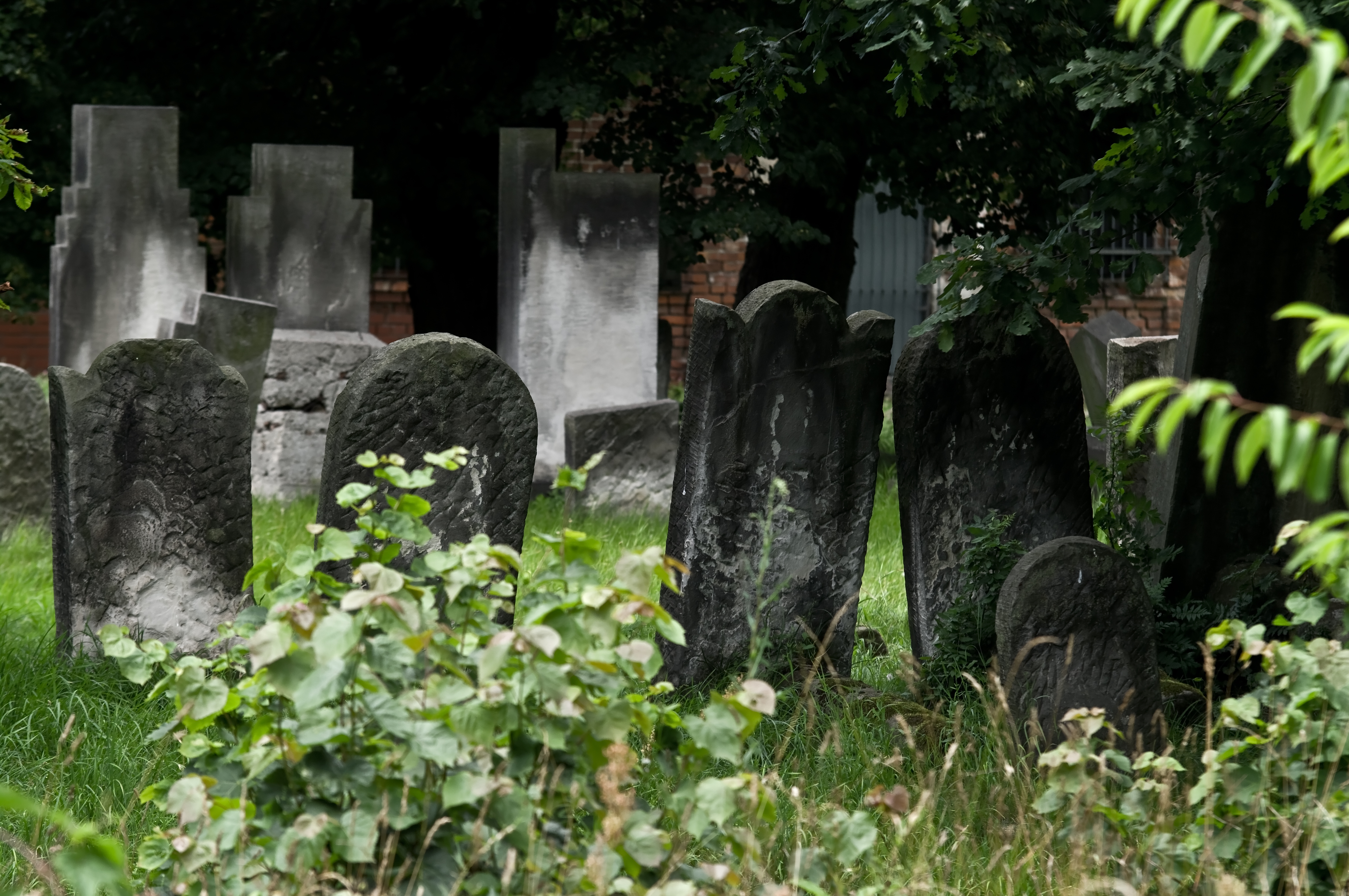
Nagrobki
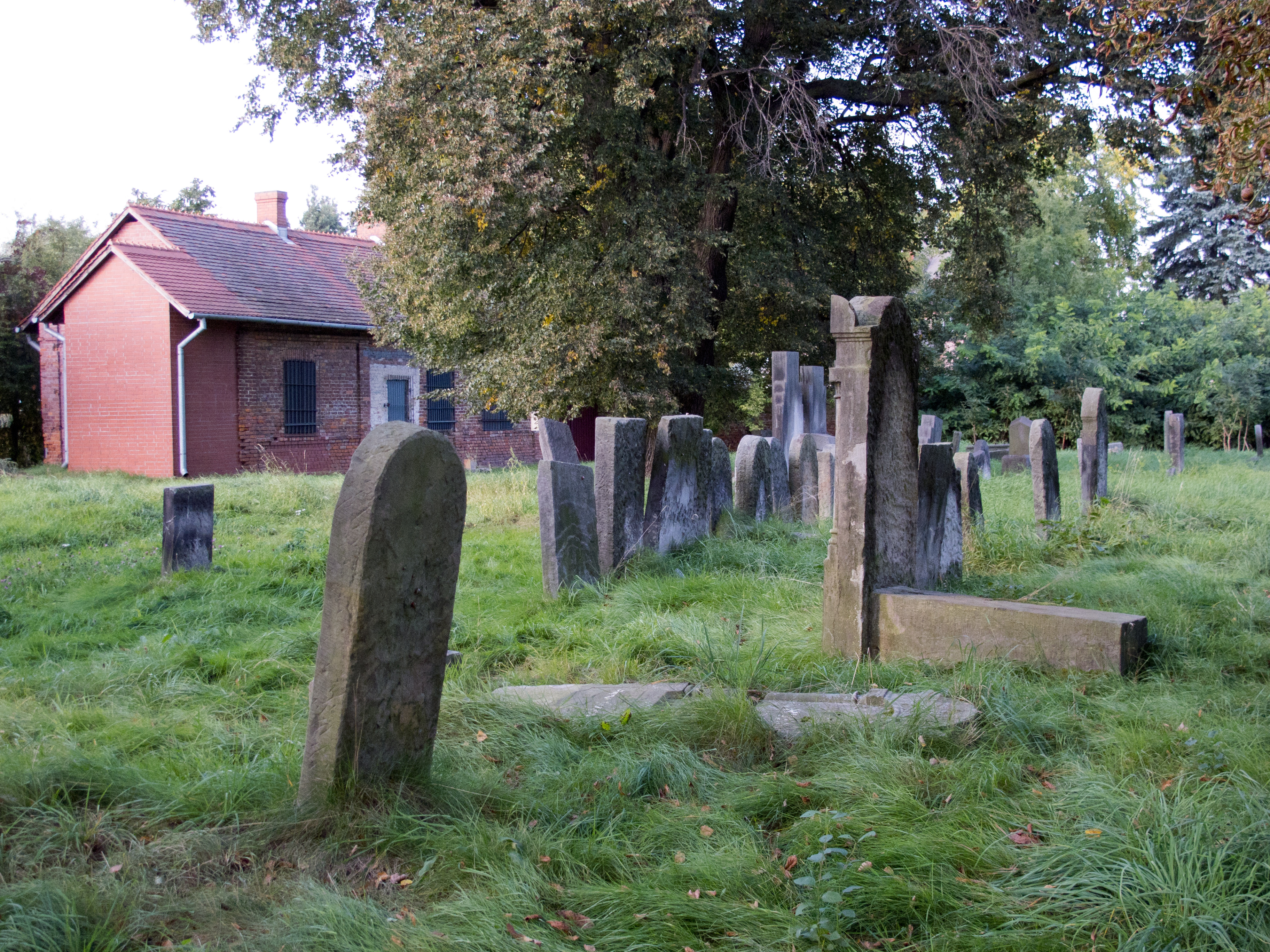
Nagrobki i dom przedpogrzebowy
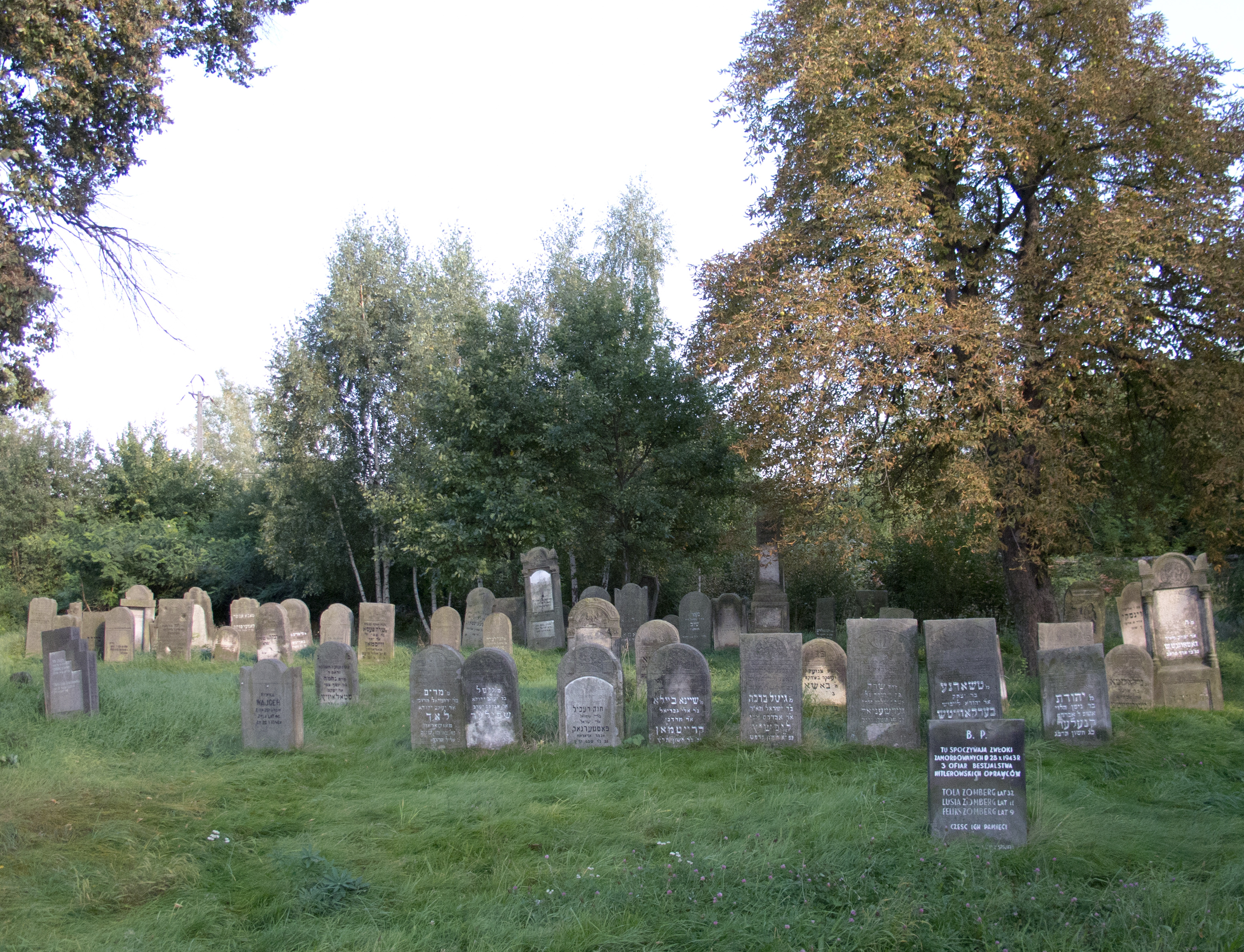
Nagrobki
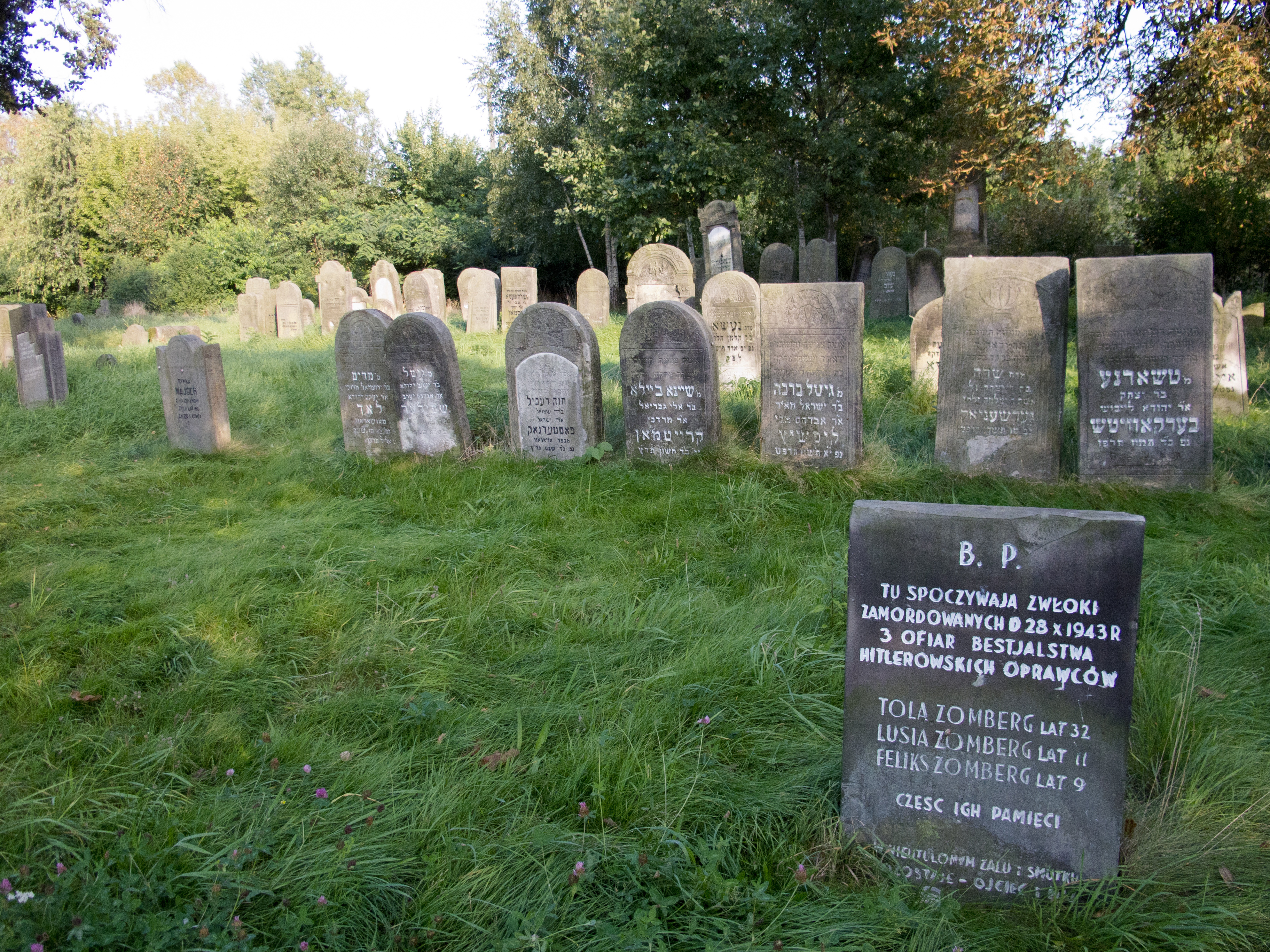
Nagrobki
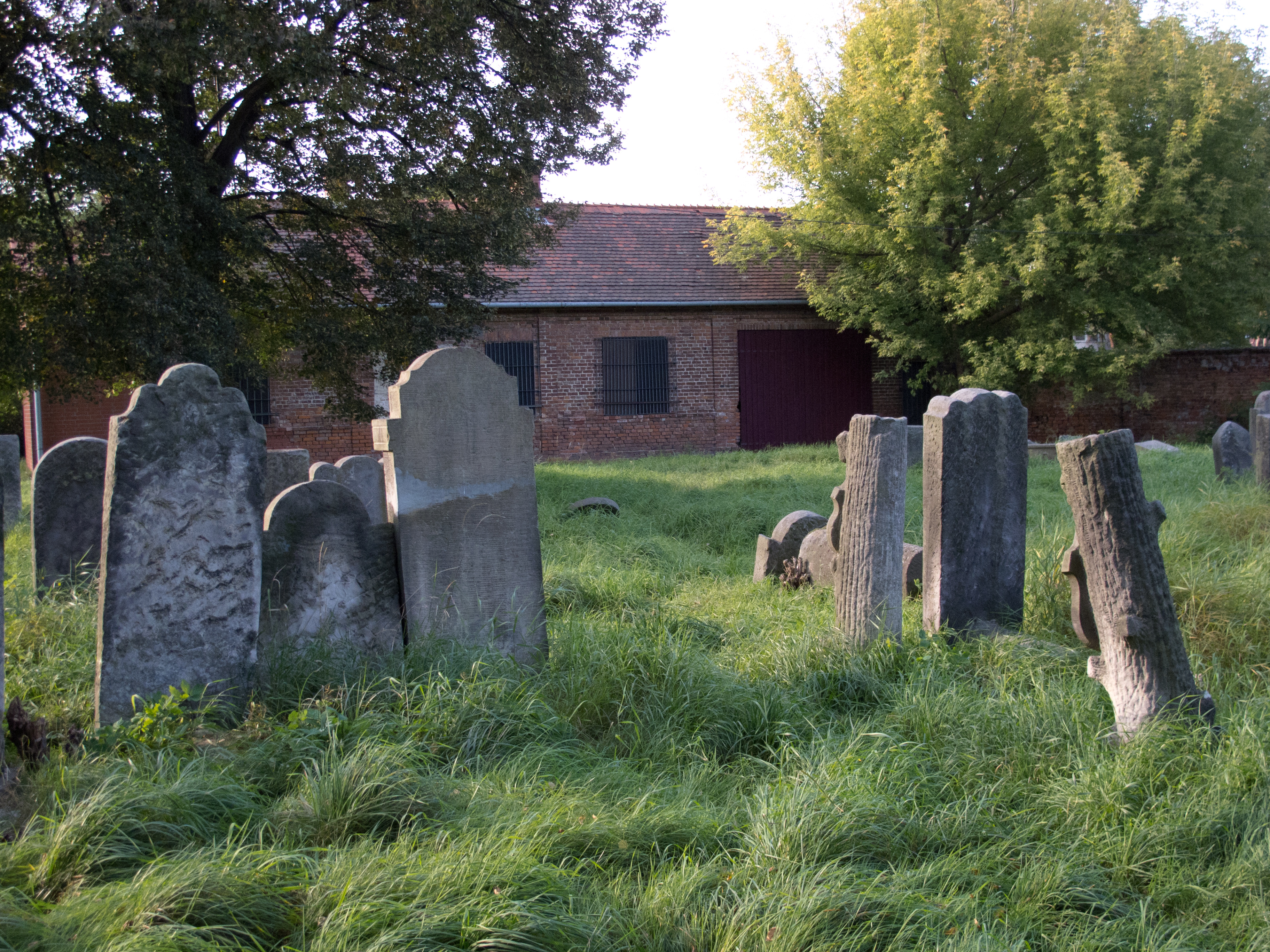
Nagrobki i dom przedpogrzebowy